# پیتر کییر
پیتر کییر (دانمارکی: Peter Kjær؛ زادهٔ ۵ نوامبر ۱۹۶۵) یک دروازه‌بان فوتبال بازنشسته اهل دانمارک است که در حال حاضر به عنوان مفسر تلویزیون و مدیر ورزشی باشگاه فوتبال سیلکبورگ فعالیت می‌کند.

## باشگاهی
از باشگاه‌هایی که در آن بازی کرده‌است می‌توان به بشیکتاش و آبردین اشاره کرد.

## تیم ملی
وی همچنین در تیم ملی فوتبال دانمارک بازی کرده و عضو ترکیب بازیکنان این تیم در دو جام جهانی ۱۹۹۸ و ۲۰۰۲ بوده است.